# 460-ті до н. е.

## Події

### Греція
Спарта вела третю мессенську війну проти повсталих ілотів.
Близько 470 року до н. е. Фемістокл вигнаний з Афін.
У 469 чи 466 році до н. е. відбулася битва в гирлі Евримедону, де афінський стратег Кімон завдав потрійної поразки перській армії: знищив перський флот, висадився на берег та розгромив підготовану до відправки сухопутну армію та знову на морі переміг фінікійський флот, який ішов персам на допомогу.
Острів Тасос вирішив вийти з Делоського морського союзу близько 465 року до н. е. в зв'язку з припиненням війни з Персією. Кімон розцінив це як повстання та придушив його.
Близько 461 року до н. е. Кімон тимчасово вигнаний з Афін.

### Близький Схід та Єгипет
Царем Персії був Ксеркс I. Близько 465 року його було вбито за змовою його охоронця та євнуха. Наступним царем став його син Артаксеркс I.хоча за іншими джерелами він уже царював 10 років при житті батька.
Єгипет повстав проти персів близько 464 року до н. е. під проводом Інароса.

### Китай
У Китаї розпочався період Чжаньґо.

## Персоналії

### Діяльність
- Перикл, афінський стратег, розпочав політичну діяльність
- Есхіл, давньогрецький драматург. Постановка трагедії «Семеро проти Фів» («Έπτα επι Θήβας», «Hepta epi Thebas»), близько 465 до н. е.
- Софокл, давньогрецький драматург, початок творчості
- Фідій, давньогрецький скульптор

### Померли
- 468 до н. е. Арістід, давньогрецький полководець та політик
- бл. 469 до н. е. Сімонід, давньогрецький поет
- бл. 461 до н. е. Ефіальт, давньогрецький політик